# Kimberlé Williams Crenshaw
Kimberlé Williams Crenshaw (ur. 1959 w Canton, Ohio) – amerykańska prawniczka, filozofka, feministka, twórczyni koncepcji intersekcjonalności, wykładowczyni akademicka na Uniwersytecie Kalifornijskim w Los Angeles i w Szkole Prawa Uniwersytetu Columbia, współzałożycielka i dyrektorka think tanku The African American Policy Forum

## Życiorys
Ukończyła studia na Uniwersytecie Cornella (licencjat), Uniwersytecie Wisconsin w Madison (magisterium). Doktorat na Uniwersytecie Harvarda. Pracowała w Sądzie Najwyższym stanu Wisconsin jako asystentka sędzi Shirley Abrahamson.
W 1989 roku opublikowała artykuł, w którym po raz pierwszy wyłożyła pojęcie intersekcjonalności, które odnosi się do tego, jak różne rodzaje przesądów splatają się ze sobą, przykładowo czarne kobiety są dyskryminowane zarówno z powodu tego, że są kobietami, jak i z powodu tego, że są czarne.